# Misiune: Imposibilă III
Misiune: Imposibilă III (abreviat M:i:III, în engleză Mission: Impossible III) este al treilea film dintr-o serie de filme bazată pe serialul de televiziune Misiune: Imposibilă. Tom Cruise joacă rolul agentului IMF Ethan Hunt, jucând alături de actori ca Philip Seymour Hoffman, Ving Rhames, Michelle Monaghan, Billy Crudup, Keri Russell, Jonathan Rhys-Meyers, Maggie Q, Sasha Alexander, Simon Pegg și Laurence Fishburne. 
Filmul este regizat de creator serialului TV Alias și producătorul executiv al serialului Naufragiații. A avut avanpremiera la 26 aprilie 2006 la Tribeca Film Festival, după care a fost prezentat în toată lumea începând cu 5 mai 2006. Filmările au început la Roma în Italia în iulie 2005. Scenariul filmului a fost ținut strict secret și astfel s-au știu foarte puține despre noile personaje sau acțiune în timpul filmărilor. Filmările au avut loc în Berlin, Italia, Shanghai, Xitang, Virginia și California.

## Încasări
Până la 28 mai 2006, filmul acumulase încasări totale de 387 436 lei  (141 433 dolari americani) în România, din care 155 928 lei (57 538 dolari) în primul weekend de la lansare. În Statele Unite, filmul a avut încasări totale de 122 664 000 până la data de 4 iunie 2006 aceiași dată. 